# Rascal (ordinateur)

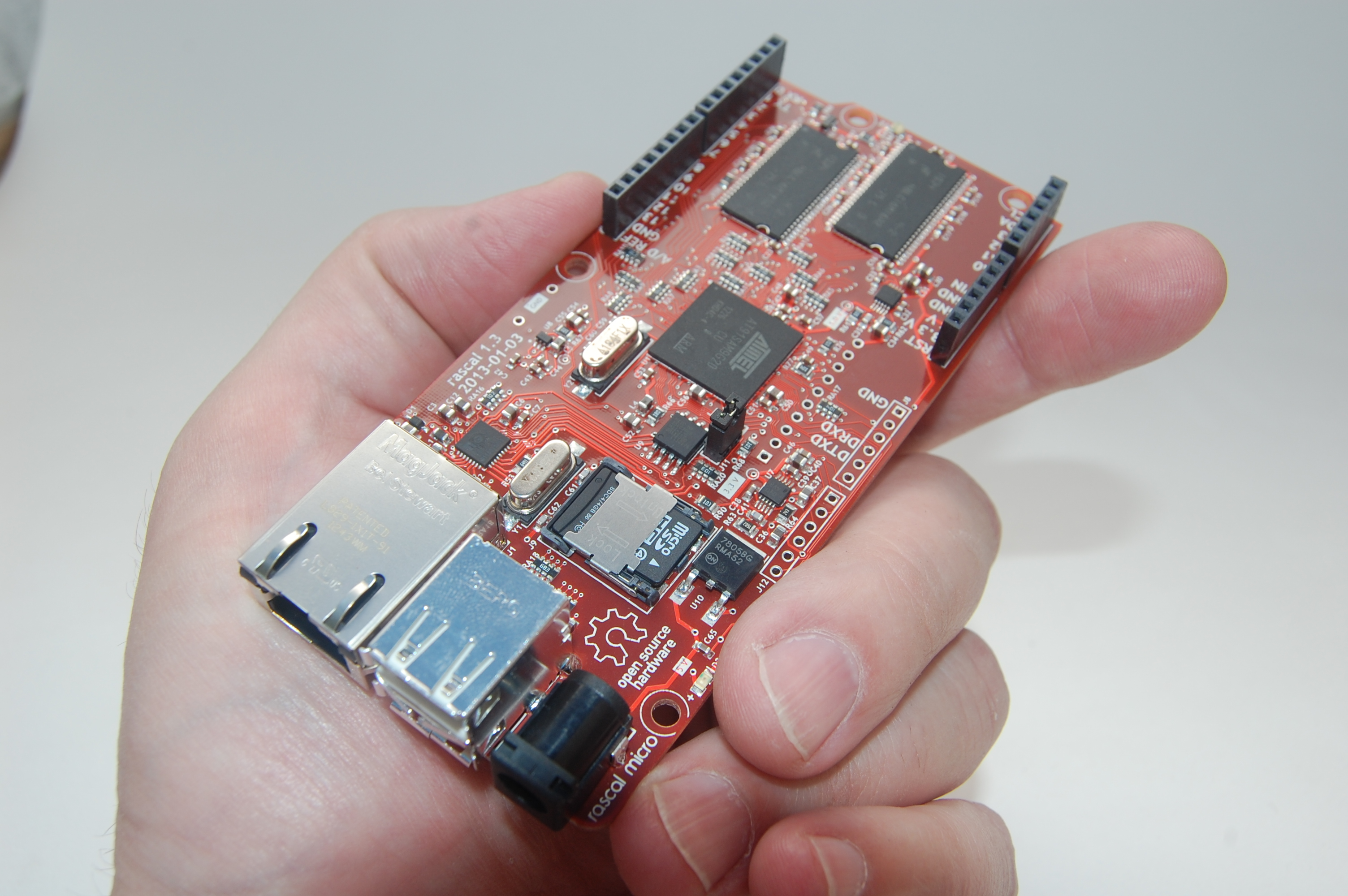
Image d'un ordinateur monocarte Rascal 1.3

Le Rascal est un SBC, conçu pour être programmé en Python. La partie logicielle est libre, principalement sous licence GNU GPL. La partie matérielle est libre, sous licence Creative Commons CC BY-SA.
Il est également compatible avec certains composants Arduino.